# Felix Gurschler
Felix Gurschler (* 25. Februar 1998) ist ein österreichischer Fußballspieler.

## Karriere
Gurschler begann seine Karriere beim FC Dornbirn 1913. Im April 2015 spielte er erstmals für die Zweitmannschaft von Dornbirn in der sechsthöchsten Spielklasse. Im Juni 2016 debütierte er für die erste Mannschaft in der Regionalliga, als er am 30. Spieltag der Saison 2015/16 gegen den TSV St. Johann in der Halbzeitpause für Philipp Stoss eingewechselt wurde.
In der Saison 2016/17 absolvierte er 22 Spiele in der Regionalliga. In der Saison 2017/18 kam er zu 27 Einsätzen. In der Saison 2018/19 verpasste er lediglich ein Spiel und kam zu 29 Einsätzen, in denen er wie in den vorherigen ohne Torerfolg blieb. Mit Dornbirn stieg er zu Saisonende als Meister der Westliga in die 2. Liga auf.
Sein Debüt in der zweithöchsten Spielklasse gab er im August 2019, als er am zweiten Spieltag der Saison 2019/20 gegen den FC Wacker Innsbruck in der 82. Minute für Aaron Kircher eingewechselt wurde. In zweieinhalb Jahren in der 2. Liga mit Dornbirn kam er zu 56 Einsätzen. Im Jänner 2022 verließ er den Klub nach 15 Jahren erstmals und wechselte zum Regionalligisten FC Rotenberg.